# Güstrower Apostel

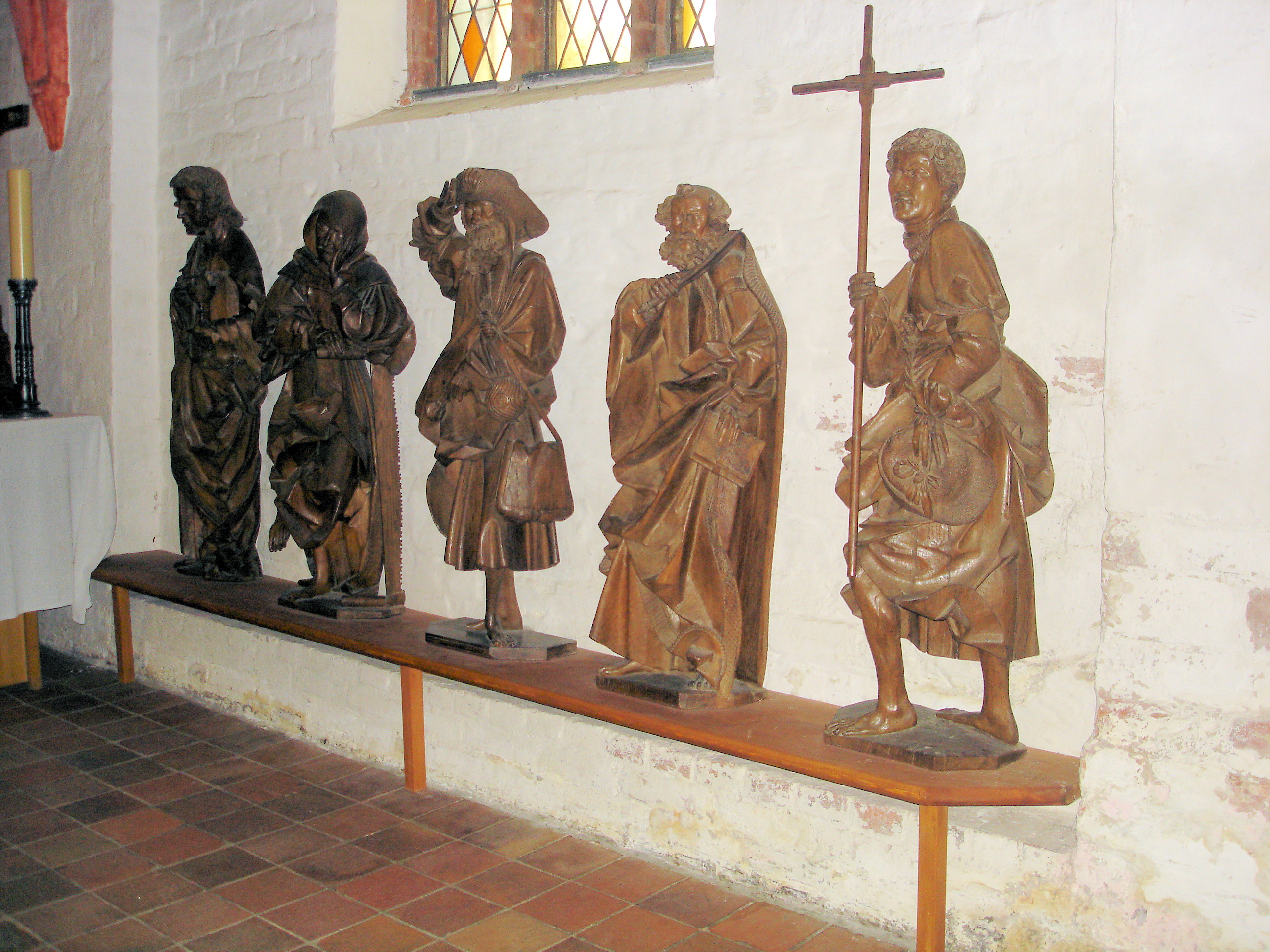
Fünf der 12 Skulpturen

Die Güstrower Apostel sind zwölf Skulpturen aus Holz, die um 1530 für den Güstrower Dom geschaffen wurden. Sie werden dem Lübecker Meister Claus Berg zugeschrieben. Die etwa 130 cm hohen Kunstwerke werden seit dem 20. Jahrhundert auch „Apostel des Nordens“ genannt.

## Beschreibung
Dargestellt sind Simon Petrus und Andreas, Jacobus der Ältere und Johannes, Matthäus, Jacobus der Jüngere, Simon Zelotes, Matthias, Philippus, Bartholomäus, Thomas und Judas Thaddäus, jeweils mit ihrem Ikonografischen Heiligenattribut. Die heutigen Attribute sind jedoch spätere Ergänzungen, einige Benennungen sind daher unsicher. Nur elf der Apostel sind tatsächlich dem Bildschnitzer Claus Berg zuzuordnen; der Apostel Johannes stammt von einem unbekannten Meister. Die zwölf Standbilder bestehen aus hartem Eichenholz; ursprünglich bemalt, wurde die ursprüngliche Fassung in nachmittelalterlicher Zeit bis auf winzige Reste abgelaugt. Die Skulpturen sind daher heute holzsichtig. Ihr heutiger Aufstellungsort ist links und rechts in den Langhausarkaden des Doms. Jan Friedrich Richter vermutet, dass sie ursprünglich für die Altarflügel eines monumentalen Kreuzaltar-Projekts gedacht waren. Dieses Retabel wurde vermutlich nie fertiggestellt, nachdem Claus Berg Mitte der 1530er Jahre verstorben war.

## Rezeptionsgeschichte
Die fast expressionistisch gestalteten Apostel wurden Anfang des 20. Jahrhunderts in ihrer Bedeutung erkannt und für die Kunstgeschichte entdeckt. Auf der historischen Ausstellung kirchlichen Kunstgewerbes in Schwerin 1911 erregten vier dieser Holzfiguren besondere Aufmerksamkeit. Walter Josephi bezeichnete die Güstrower Apostel als die bedeutendste Schnitzkunst, die in Mecklenburg zu finden ist: „Es sind seltsam aufgeregte Gestalten […] von einem Realismus und von einer Tiefe der Charakterwiedergabe, daß sie geradezu faszinierend wirken. Überhaupt dürfte es wenig Werke der deutschen Schnitzkunst geben, die so zu fesseln vermöchten. Hier sind nicht die abgeklärten, stillen Denker dargestellt, die ernsten und ruhigen Künder des Wortes, das hier sind wilde Streiter […] Feurige Entschlossenheit, wilder, nie versagender Mut, äußerster Wagesinn, unauslöschliche Streit- und Händelsucht scheinen unter den niedrigen Stirnen zu wohnen.“
Heinz Mansfeld verwies auf die Bezüge zum Werk Ernst Barlachs und verglich Barlachs Schwertzieher aus dem Jahr 1911 mit der Statue des Apostels Andreas.

## Galerie

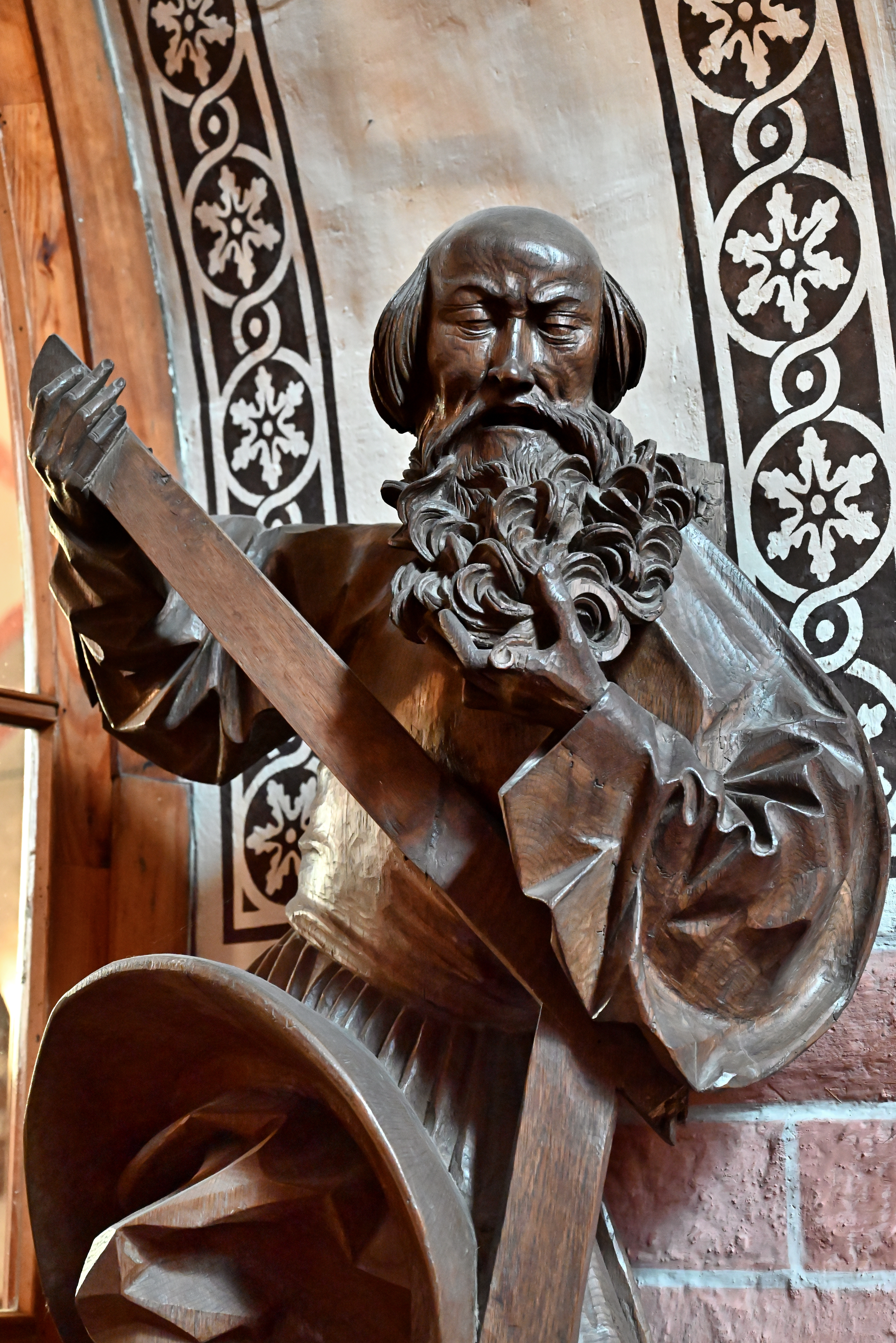
Andreas mit dem Schrägkreuz
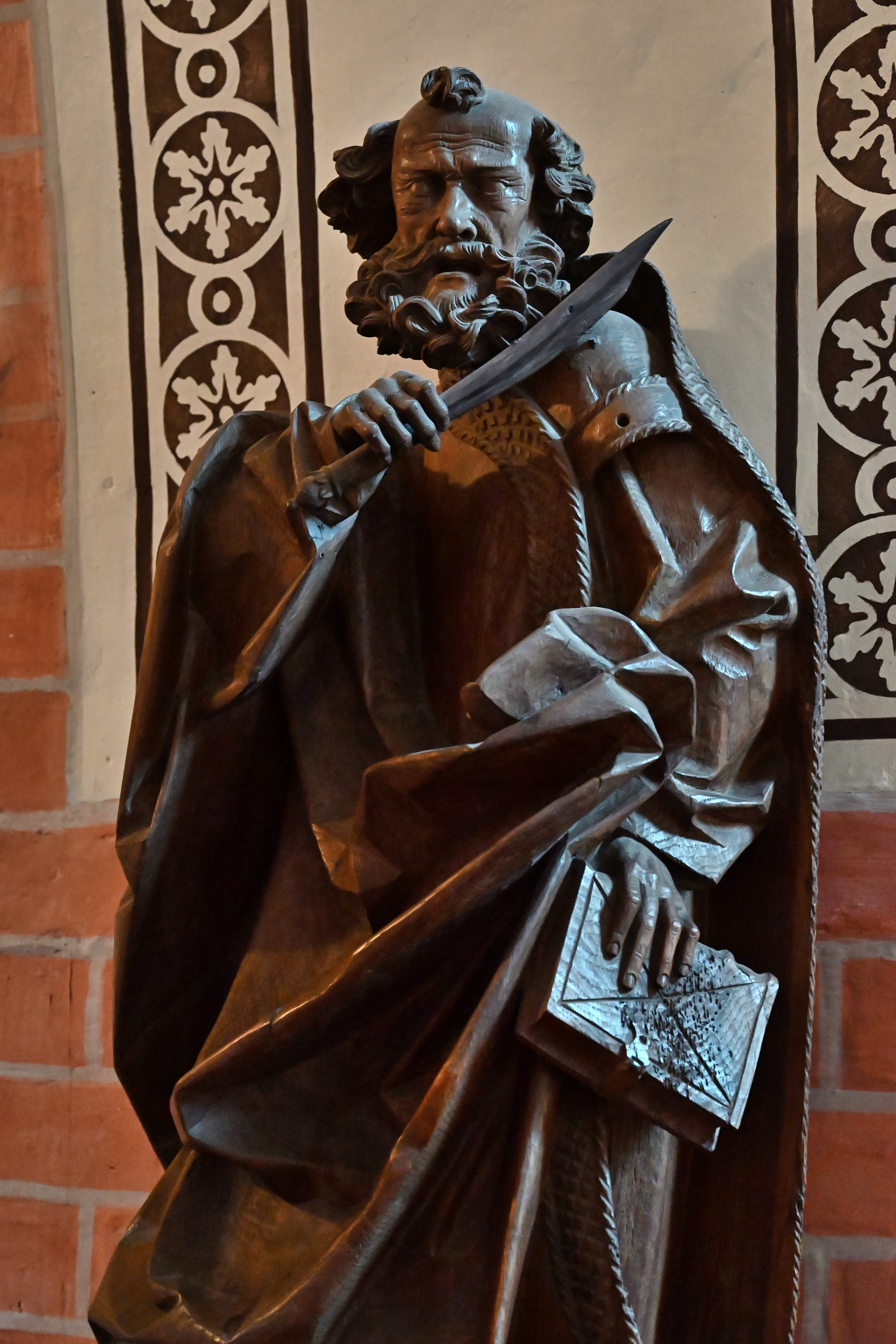
Bartholomäus mit dem Messer
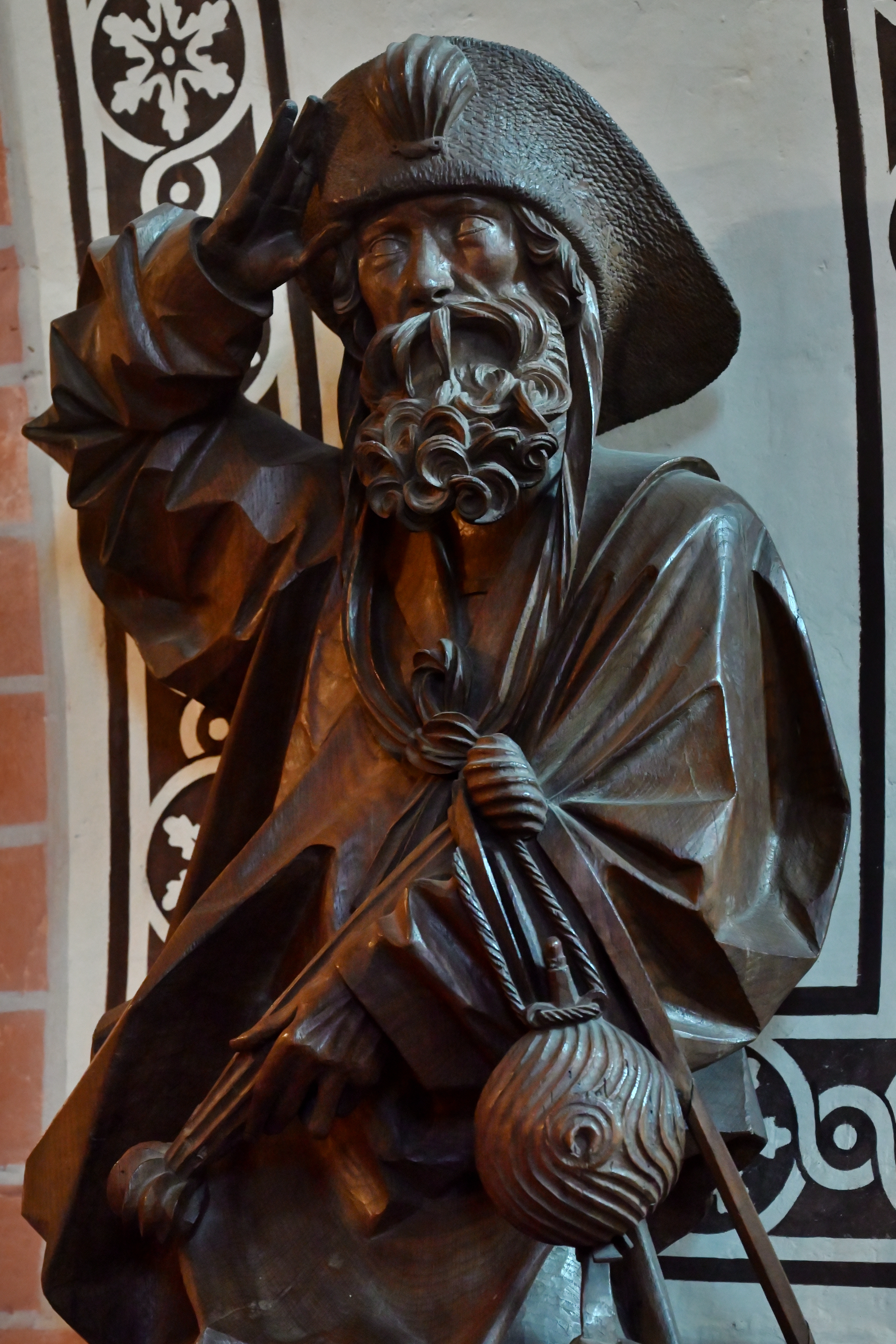
Jakobus der Ältere mit dem Pilgerhut
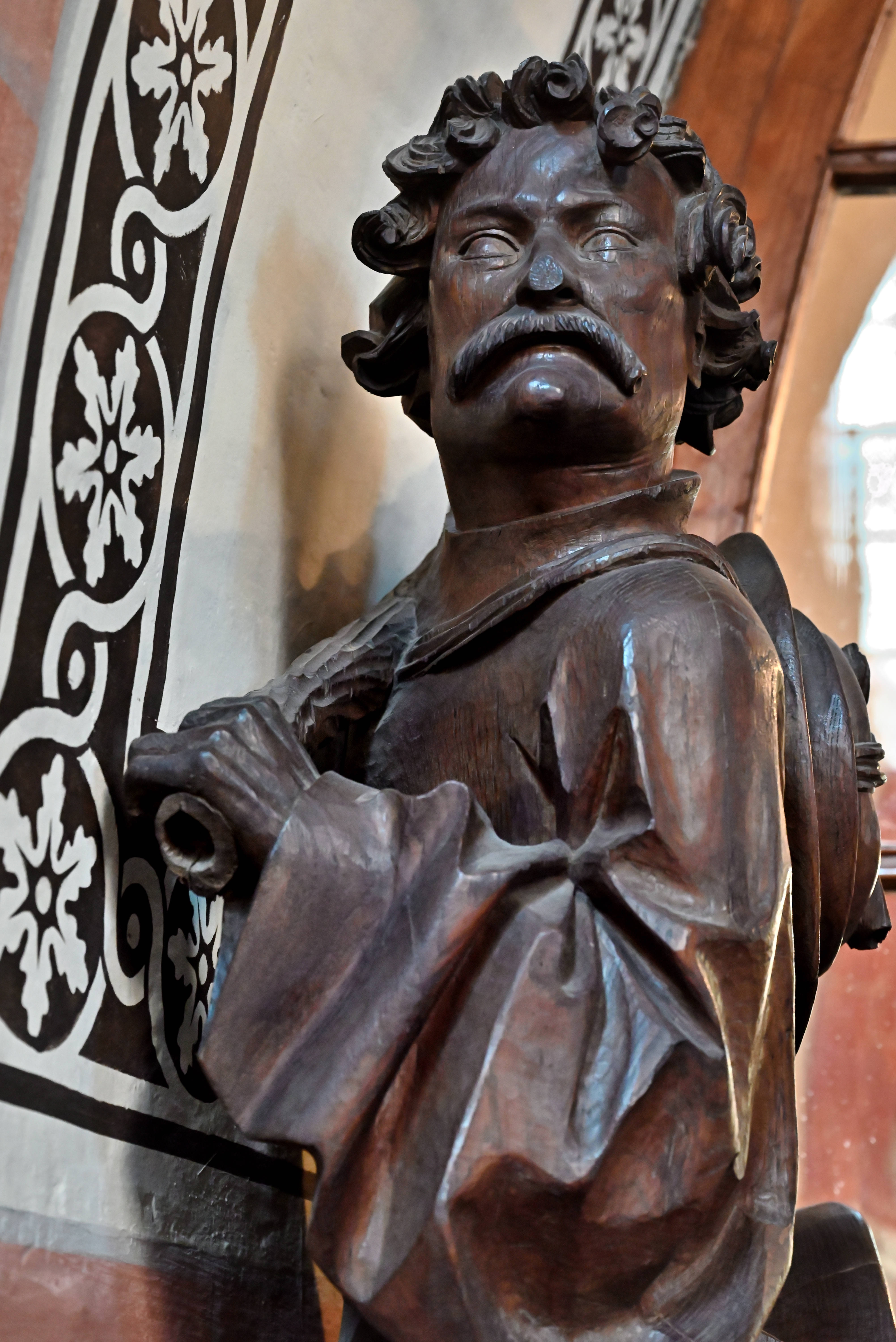
Jakobus der Jüngere mit der Walkstange
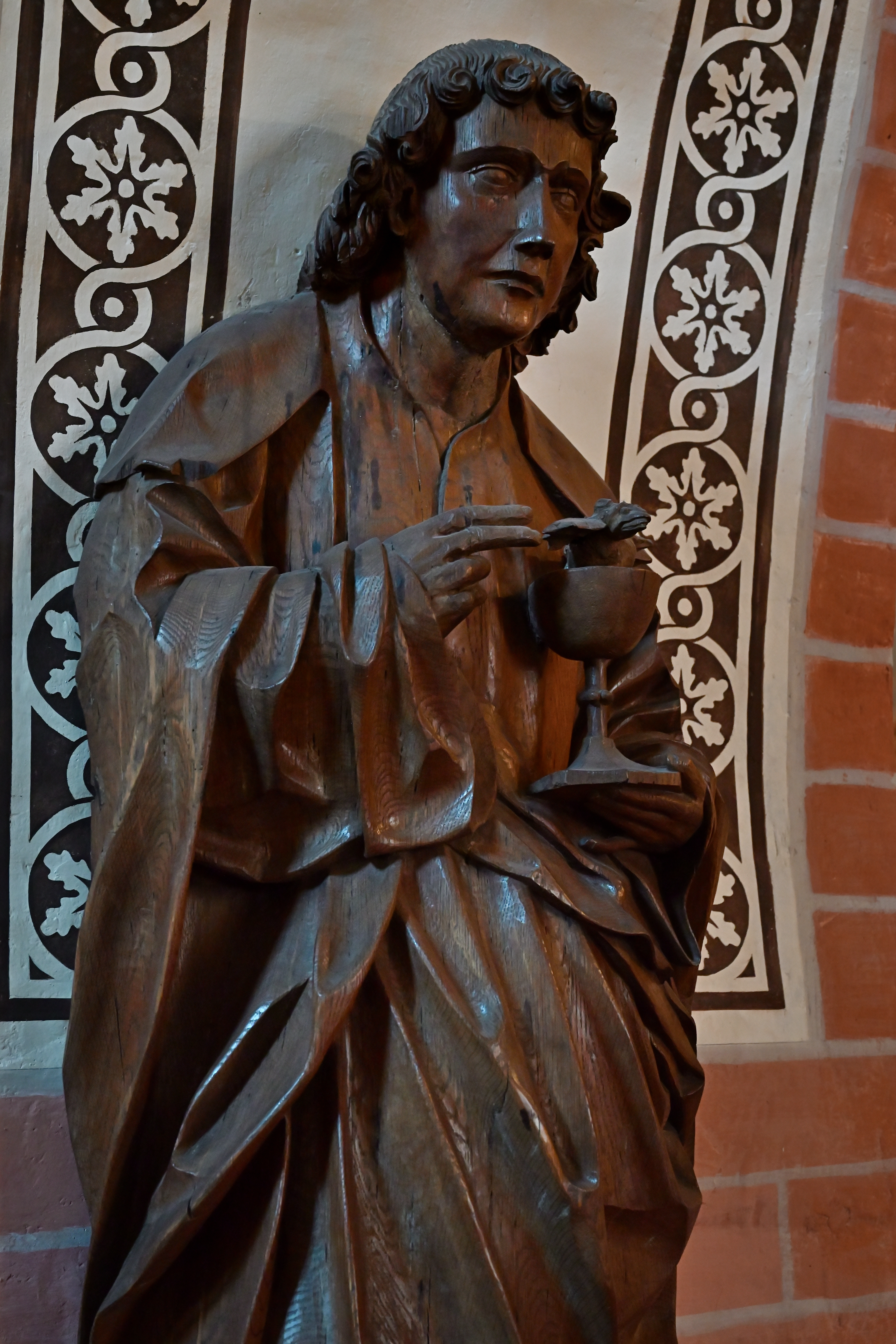
Johannes mit dem Giftkelch
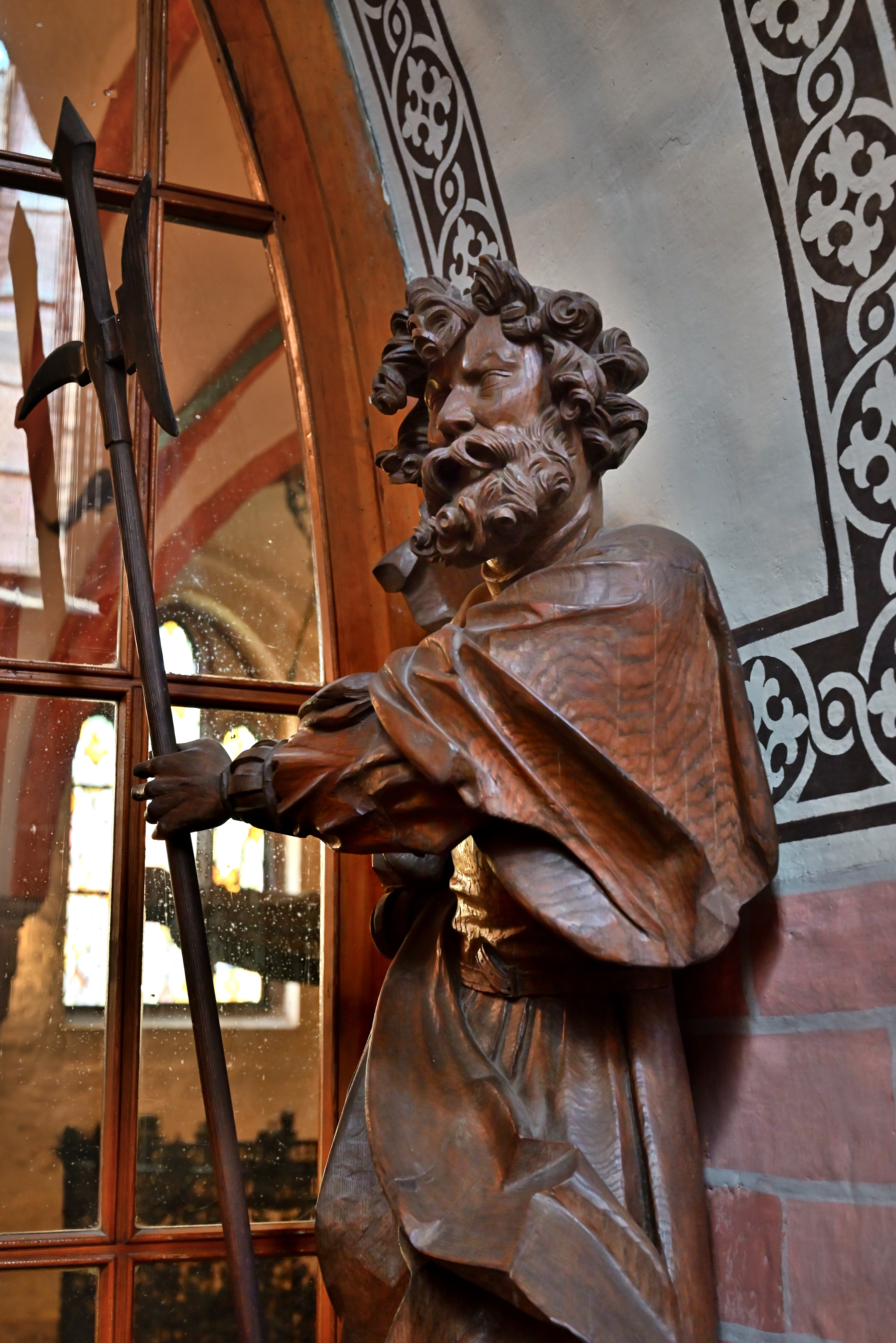
Judas Thaddäus mit der Hellebarde
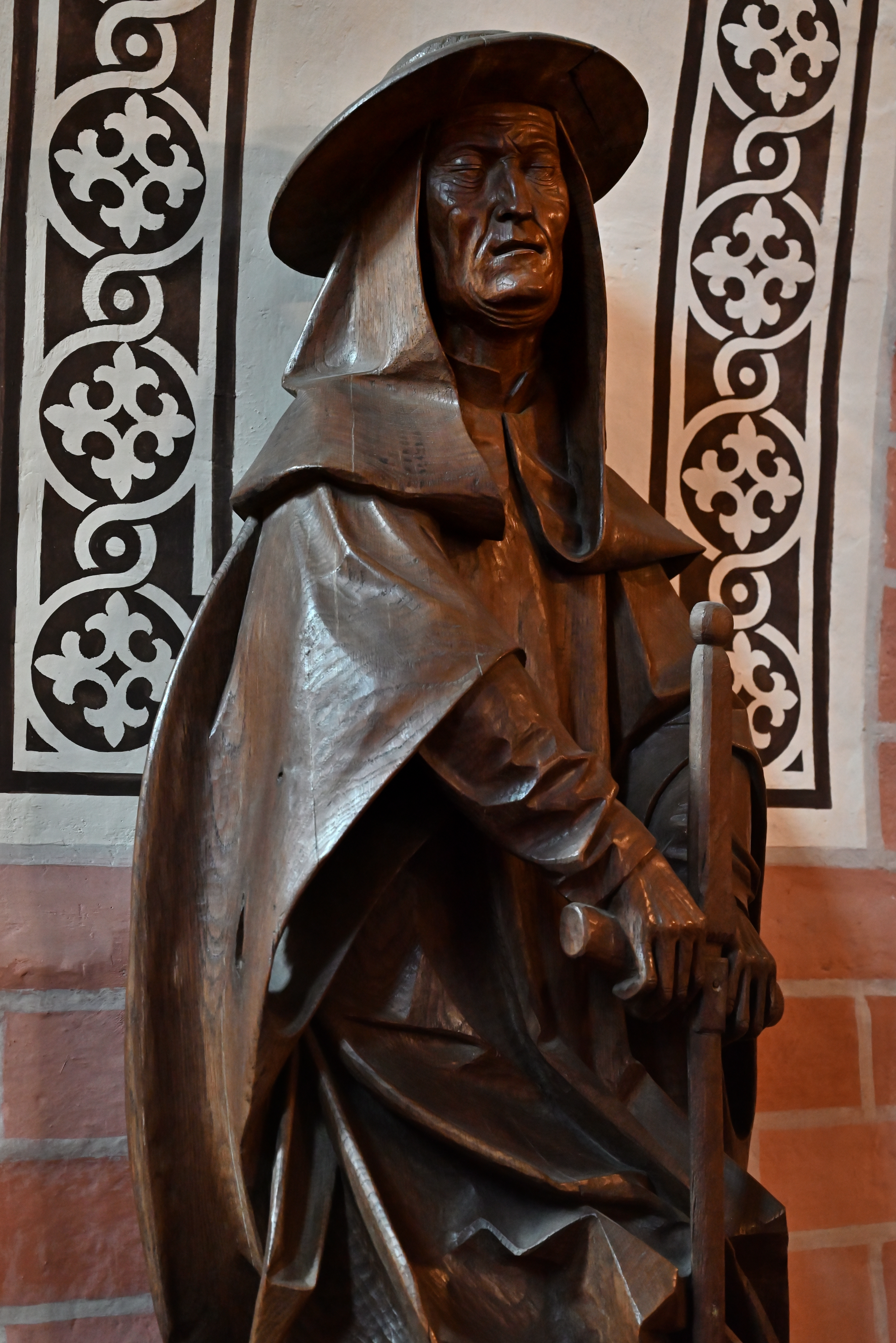
Matthäus mit dem Messstab
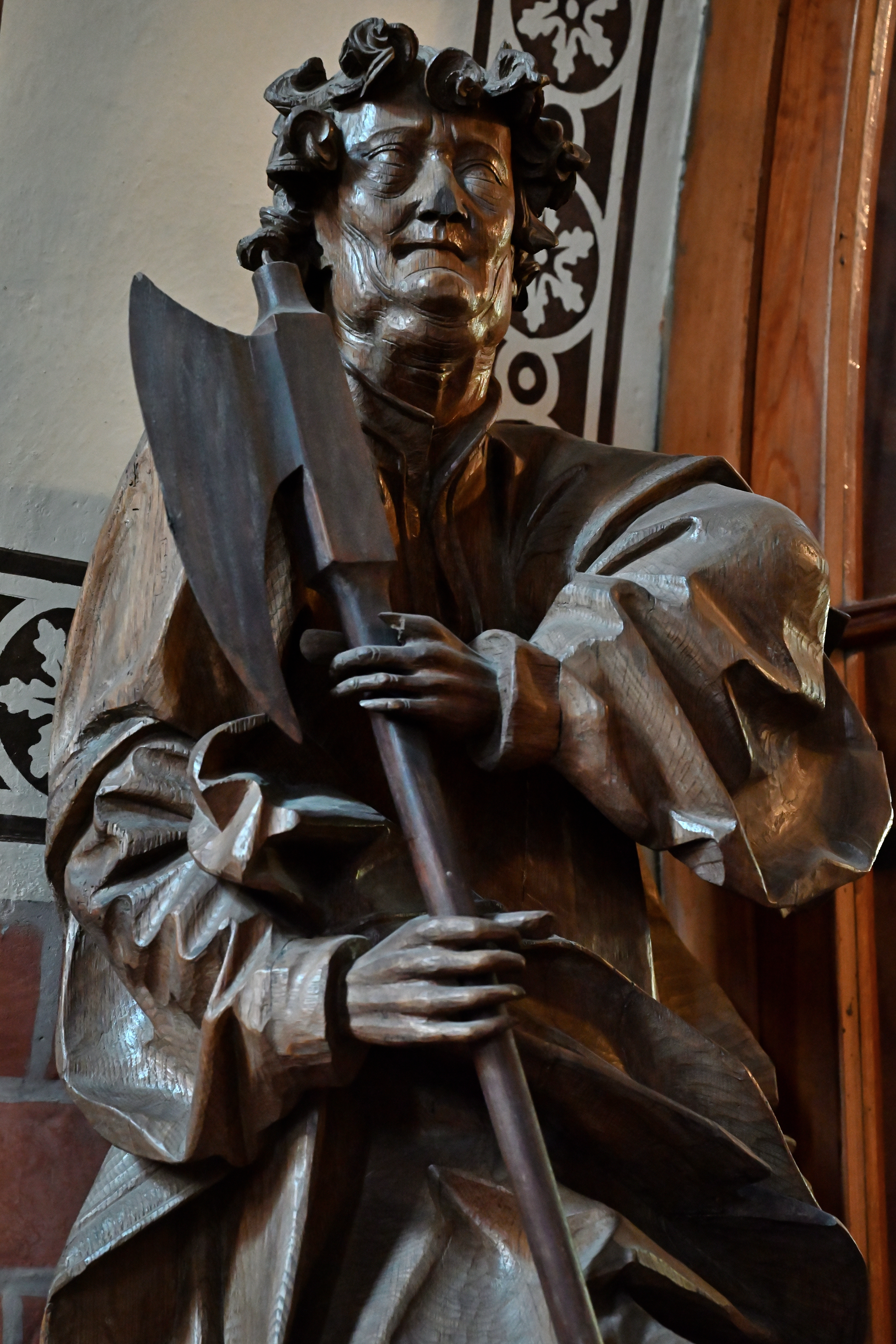
Matthias mit dem Beil
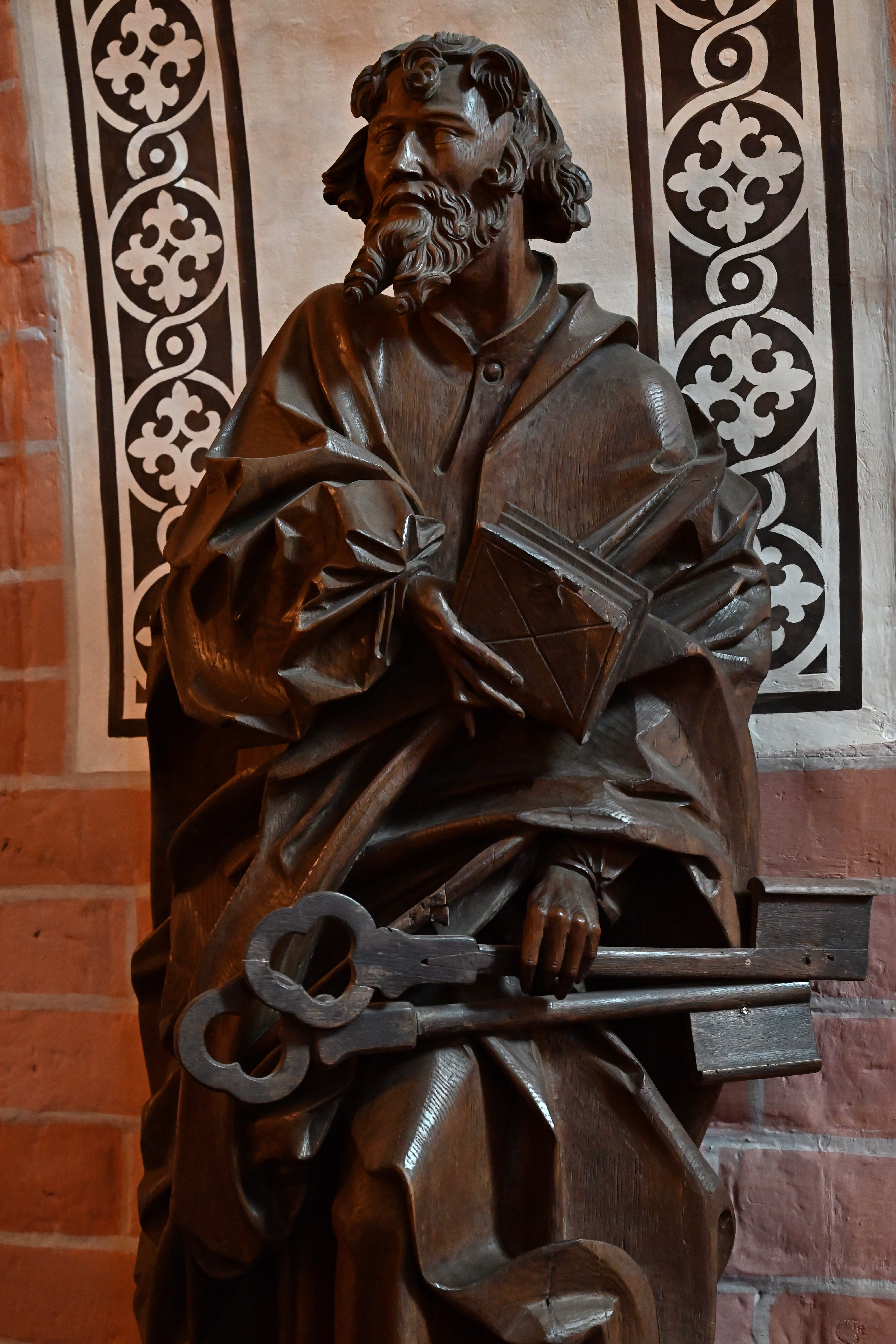
Petrus mit den Schlüsseln
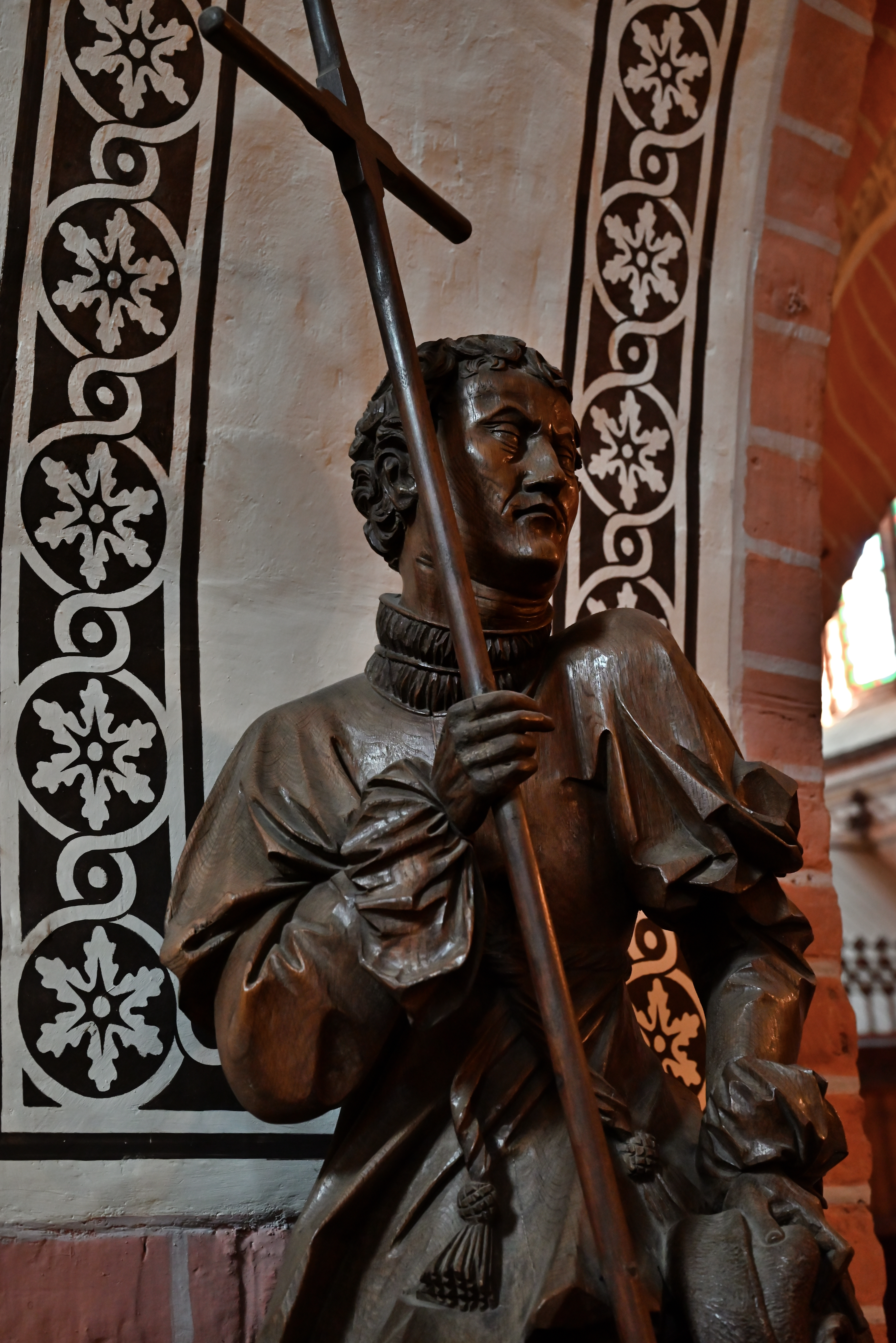
Philippus mit dem Kreuzstab
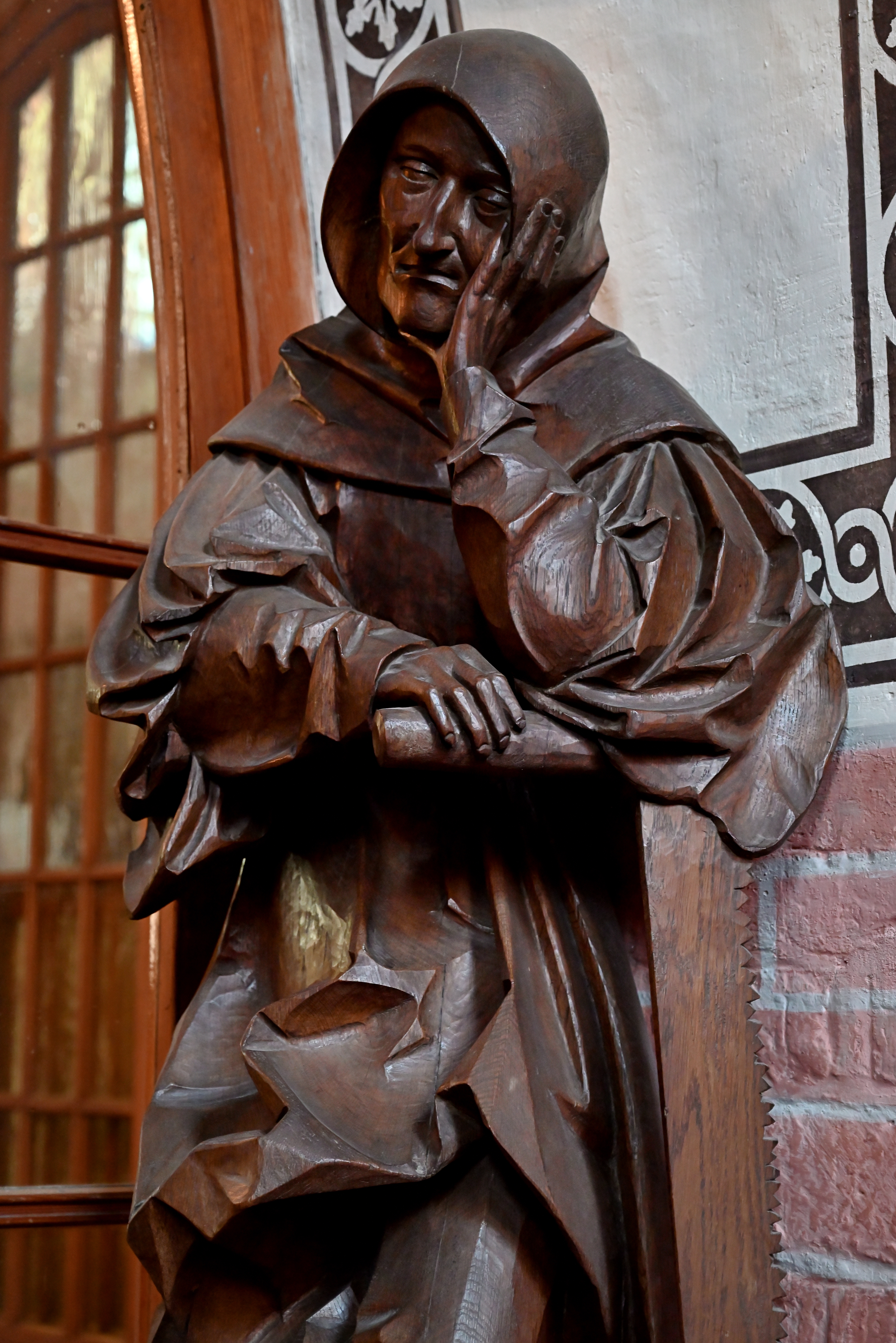
Simon mit der Säge
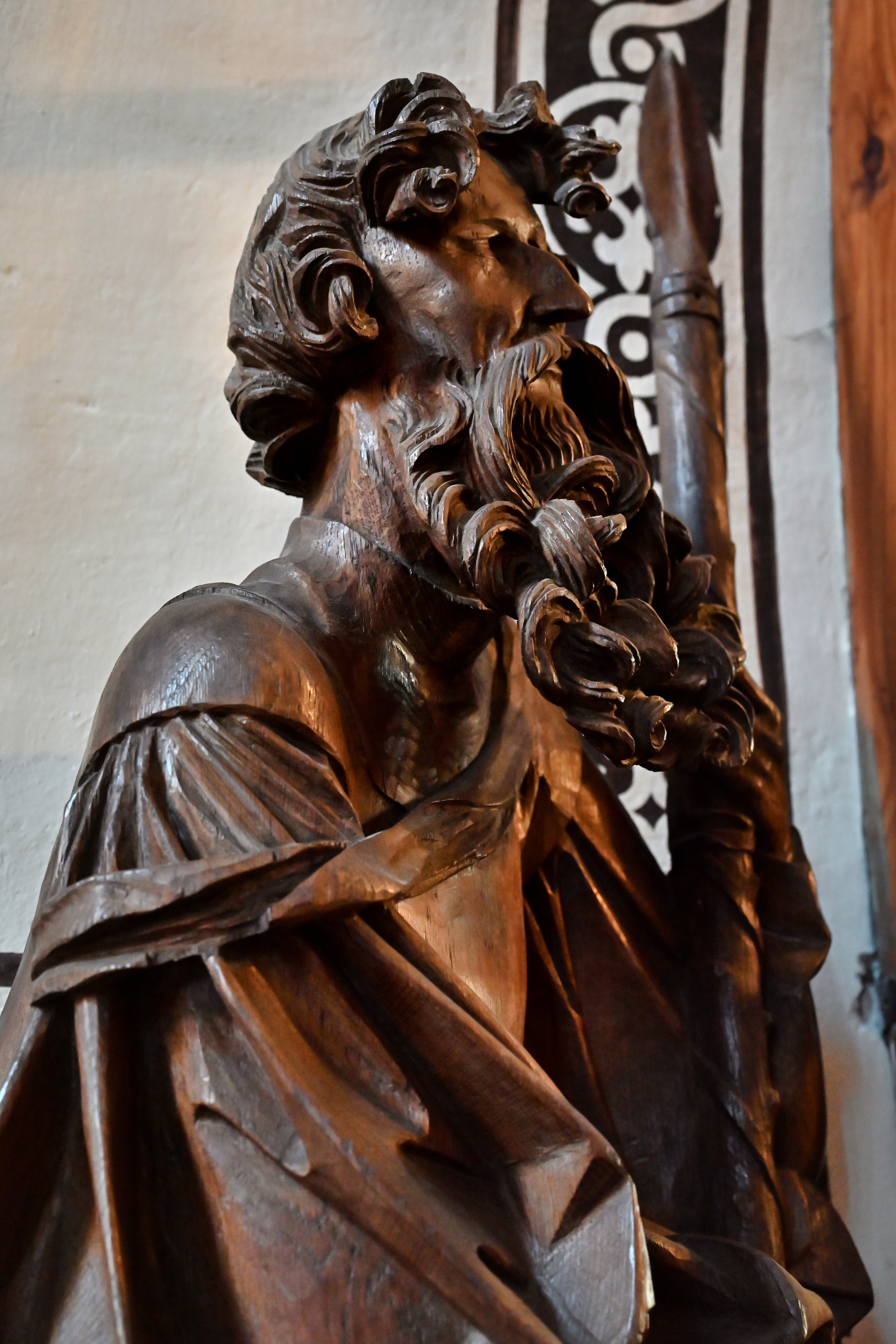
Thomas mit der Lanze